# Sais brasiliensis
Sais brasiliensis är en fjärilsart som beskrevs av Talbot 1929. Sais brasiliensis ingår i släktet Sais och familjen praktfjärilar. Inga underarter finns listade.